# 超级猎犬战队
《超级猎犬战队》是一部美國電視動畫，由華納兄弟動畫公司製作。第一季共13集，於1996年9月7日在Kids' WB華納動畫天地首播，並於1997年2月22日播畢，後於1998年2月7日至2000年在卡通頻道上播放。

## 簡介
在新墨西哥州的索科羅鎮，William F. Shepherd教授被迫將一項實驗性的“transdogmafier”技術（即將狗改造成獸人的機器）交給Parvo將軍，以換取他被綁架的寵物狗，但Parvo卻違背承諾並給了教授給了一顆炸彈，摧毀了他的實驗室。一年後，當許多狗開始變異成怪物時，奇蹟般倖存下來的教授決定採取措施阻止幕後黑手Parvo。
Shepherd教授在世界各地挑選了五隻狗，在新的秘密地下實驗室中，使用了他開發的新變種機器，創造了一隻英雄團隊－名為“Road Rovers”。在沒有變身的情況下，牠們會以寵物狗的身份居住在該國領導人的住所。

## 主要角色

### Road Rovers
- Hunter （配音員：Jess Harnell）

美國的混種黃金獵犬，團隊的領導者。他樂觀、風趣、敬業、友善、頭腦冷靜，是一位高效的領導者，其技能為超級速度；這讓他跑得比音速還快。
- Colleen （配音員：特蕾絲·麥克尼爾）

英國的柯利牧羊犬，是Road Rovers唯一的女性成員。她是團隊的協調員，總是檢查一切是否順利；同時是一位技術嫻熟的武術家。劇集後期顯示她對於Hunter有好感。
- Blitz （配音員：杰夫·班奈特）

德國的杜賓犬，相比之下他的個性比較不成熟，而且脾氣暴躁。他有鋒利的爪子和強壯的下顎，這讓他幾乎可以咬斷任何物質。他經常試圖對Colleen有示愛，但後者並未領情，並會有意或無意的忘記他的名字。
- Exile （配音員：凯文·迈克尔·理查森）

俄羅斯西伯利亞的哈士奇，他的性格友好而隨和。眼睛可發射冷、熱光線，同時具有夜視功能。他說英語帶有濃重的俄羅斯口音。
- Shag （配音員：弗兰克·维尔克）

瑞士的英國古代牧羊犬，和其他成員不同，他說著半狗半人的方言（只有Hunter可聽懂），除此之外，他也沒穿制服。儘管他非常強壯，然而卻非常膽小。他身上的長毛可存放很多東西，比如武器和日用品。
- Muzzle （配音員：弗兰克·维尔克）

個性善良的羅威納犬，平時不會變身，主要擔任Shepherd教授的助手，事實上牠就是Shepherd教授先前被綁架的狗（原名Scout）；事實上牠的戰鬥能力非常強大（由於Parvo將軍對牠的失敗實驗而變得好鬥）。由於這種攻擊行為，他經常穿著緊身衣和護嘴被限制在手推車上。
- William F. Shepherd教授 （配音員：Joseph Campanella）

美國的遺傳學家，“transdogmafier”技術的開發者。他也是Road Rovers實質上的主人及背後的組織者。

### 反派
- Parvo將軍 （配音員：Jim Cummings）

Road Rovers的主要對手，他計畫摧毀Shepherd教授並征服世界。在劇集的後期透露，Parvo將軍曾是一隻貓，因為某意外的實驗而變為獸人。他的名字取自於犬小病毒（parvovirus）。
- The Groomer （配音員：Sheena Easton）

Parvo將軍將軍最忠實的助手。她通常協助將軍操作各種機器。

## 各集標題
| 集數 | 標題                           | 導演                     | 編劇                        | 首播日期       |
| ---- | ------------------------------ | ------------------------ | --------------------------- | -------------- |
| 1    | Let's Hit the Road             | Herb Moore               | Tom Ruegger Mark Seidenberg | 1996年9月7日   |
| 2    | Storm from the Pacific         | Jon McClenahan           | Earl Kress Tom Ruegger      | 1996年9月14日  |
| 3    | A Hair of the Dog That Bit You | Scott Jeralds            | John Ludin Mark Seidenberg  | 1996年9月21日  |
| 4    | Where Rovers Dare              | Herb Moore               | Brian Chin Tom Ruegger      | 1996年10月12日 |
| 5    | Let Sleeping Dogs Lie          | Blair Peters             | Nick Dubois                 | 1996年10月26日 |
| 6    | The Dog Who Knew Too Much      | Jon McClenahan           | Earl Kress Tom Ruegger      | 1996年11月2日  |
| 7    | Hunter's Heroes                | Scott Jeralds            | John Ludin Mark Seidenberg  | 1996年11月9日  |
| 8    | Dawn of the Groomer            | Herb Moore               | Mark Seidenberg             | 1996年11月16日 |
| 9    | Still a Few Bugs in the System | Brad Neave               | Nick Dubois                 | 1996年11月23日 |
| 10   | Reigning Cats and Dogs         | Herb Moore               | Tom Ruegger Mark Seidenberg | 1997年2月1日   |
| 11   | Gold and Retrievers            | Jon McClenahan           | Jeff Kwitny Tom Ruegger     | 1997年2月8日   |
| 12   | Take Me to Your Leader         | Brian Chin Scott Jeralds | Nick Dubois Mark Seidenberg | 1997年2月15日  |
| 13   | A Day in the Life              | Scott Jeralds            | Tom Ruegger                 | 1997年2月22日  |

## 外部連結
- 互联网电影数据库（IMDb）上《Road Rovers》的资料（英文）